# 五年存活率
五年存活率（英語：five-year survival rate）是一種存活率的類型，用來計算特定疾病的預後情況，通常是從確診開始進行計算。早期診斷的領先時間偏差，可能會影響五年存活率的解釋程度。
五年存活率有絕對與相對的存活率表示方式，而相對存活率最常使用。其意義代表經過治療後，存活超過五年者其再復發機率微乎其微。

## 相對與絕對存活率
五年相對存活率最常使用於癌症統計中，有時也會採用五年絕對存活率。
- 五年絕對存活率指的是已確診為某疾病的病患，從確診開始五年後的存活百分比。

- 五年相對存活率指的是已確診為某疾病的病患，從確診開始後五年的存活百分比，除以與該病患相同性別與年齡層正常人五年後的存活率百分比。通常，癌症的五年絕對存活率遠低於100%，反映癌症病患相對於一般人的死亡率是非常高的。相對於五年絕對存活率，如果癌症病患的存活率比一般人一樣或比較高，其五年相對存活率就可能會等於或超過100%。會發生這樣的原因，可能是這類型的癌症病患通常都可以治癒，或是比起一般人在其他方面（如社會經濟因素或醫療照護）具有優越性[5]。

部分病患的相對存活率大於100%的事實，在初次看來是有違常理的。前列腺癌患者比一般人更能提升存活率，這個現象不太可能發生。更合理的解釋，可能是這種現象反應了前列腺癌篩檢的選擇性偏差，因為疾病篩檢一般並不會考慮到社會弱勢族群，而這些族群的死亡率也較高。

## 使用
五年存活率可用來比較治療的效果。五年存活率統計的使用，在診斷後存活期較短的疾病非常有用（如肺癌），但在存活期較長的疾病則比較無用（如前列腺癌）。
存活率的提高，有時會歸功於確診的改善，而不是在預後。